# Bovolenta
Bovolenta es una localidad y comune italiana de la provincia de Padua, región de Véneto, con 3.245 habitantes.

## Evolución demográfica
| Gráfica de evolución demográfica de Bovolenta entre 1861 y 2001 |
|                                                                 |
| Fuente ISTAT - elaboración gráfica de Wikipedia                 |